# Berkenwoude

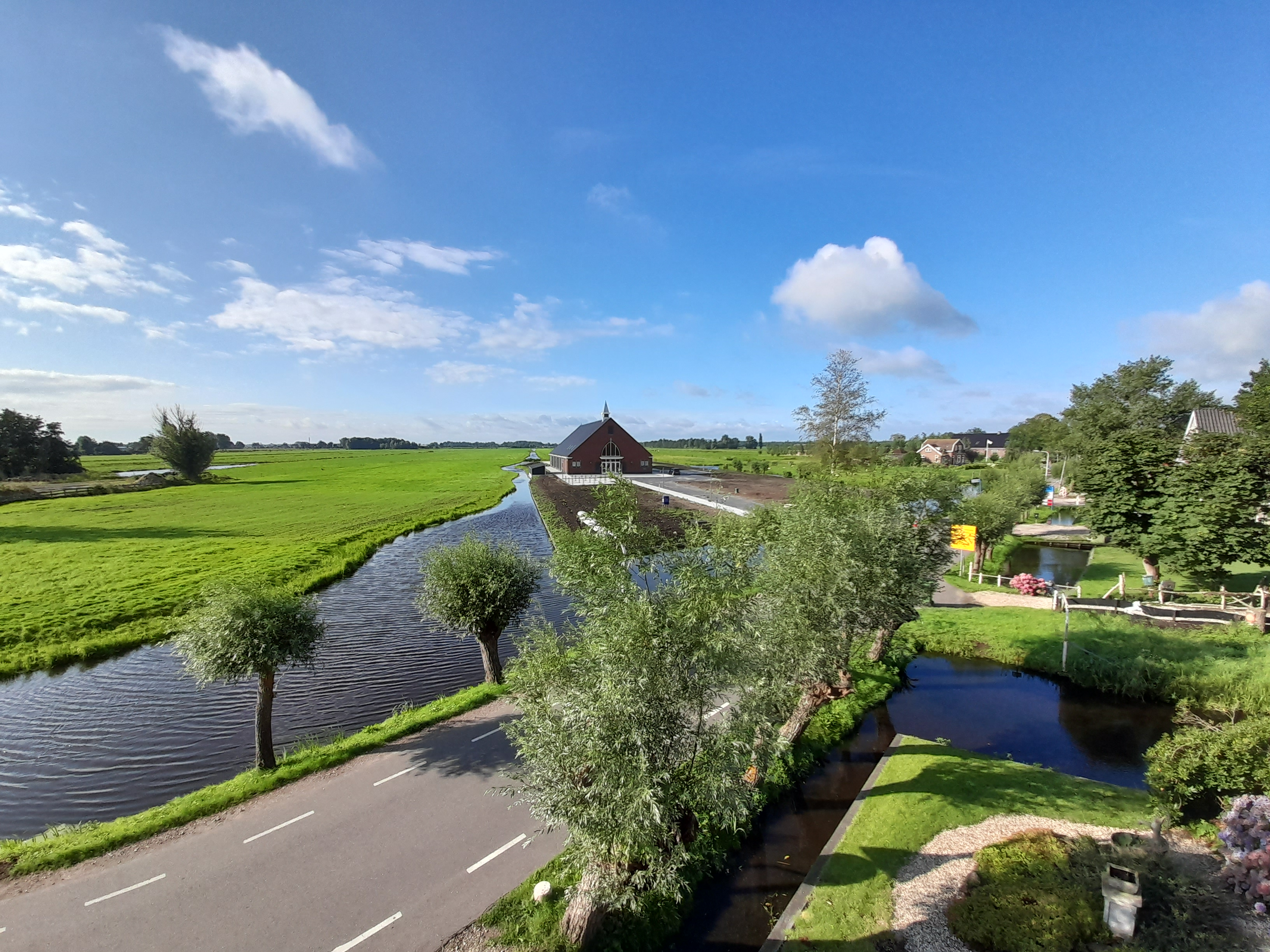
Het nieuwe kerkgebouw ´de Fontein´aan het Oosteinde te Berkenwoude.

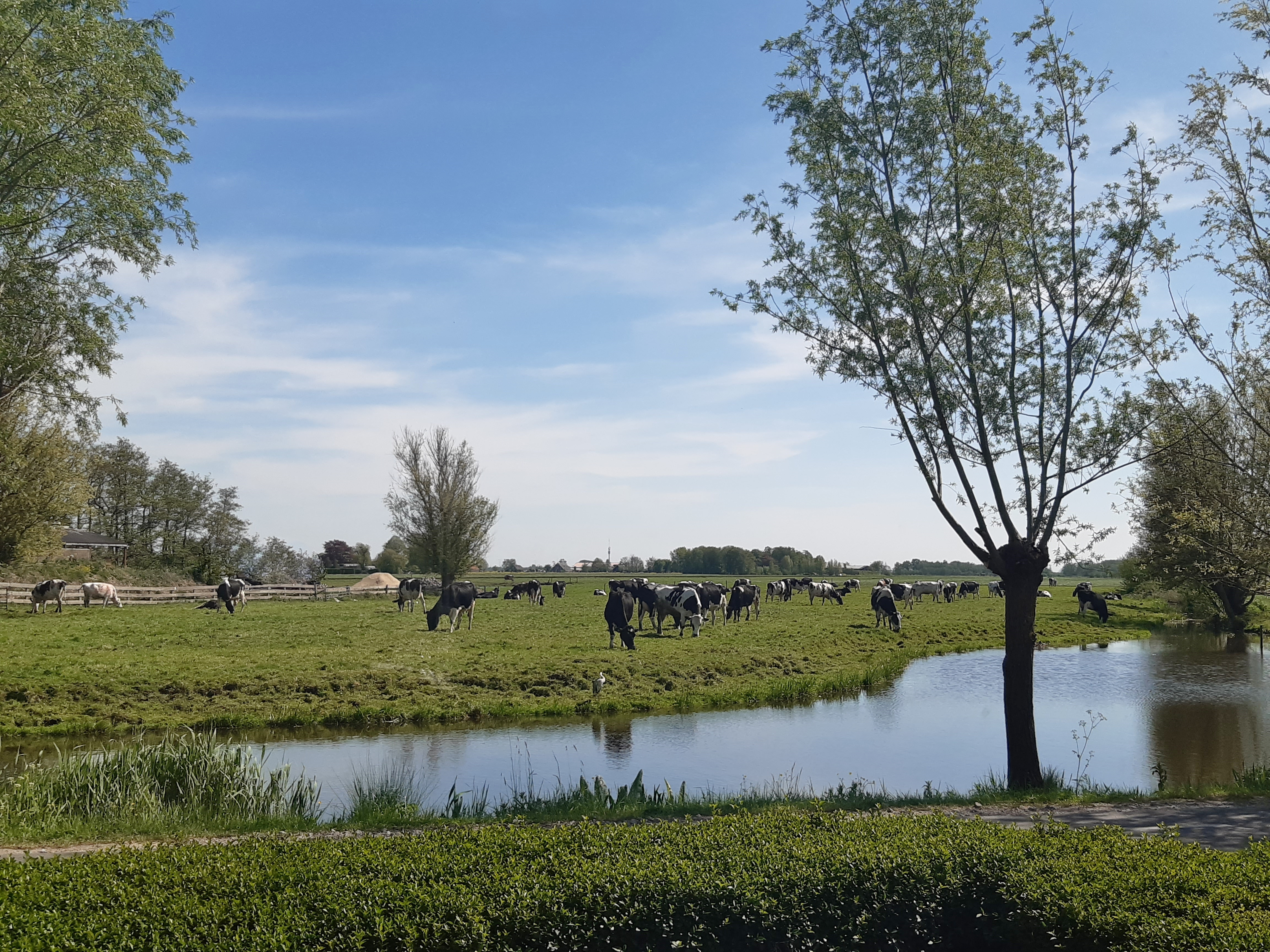

Berkenwoude (dialect: Perkouw) is een dorp en een voormalige gemeente in de gemeente Krimpenerwaard, in de Nederlandse provincie Zuid-Holland. Het dorp heeft 1.745 inwoners (2023).
Het dorp ligt tussen de uitgestrekte weilanden en heeft een eeuwenlange historie op het gebied van veeteelt. Al sinds de 12e eeuw bewerken boeren de landerijen rond het dorp.

## Geschiedenis
Berkenwoude dankt zijn naam aan het lage moeraswoud dat in de Krimpenerwaard groeide voor de ontginning die in de 11e eeuw begon. In 1326 wordt er voor het eerst gesproken over Berkenwoude, dat toen nog Bercou werd genoemd. Het ligt in een veenweidegebied bij het Loetbos aan het veenriviertje de Loet.
In 1750 vond er een tornado plaats in 'Berkoude', volgens een overzicht van 244 tornado's in Europa tussen 1456 en 1913, verzameld in Wind- und Wasserhosen in Europa (1917) door de Duitse meteoroloog Alfred Wegener.
De gemeente Berkenwoude werd ingesteld op 1 januari 1812. Op 1 januari 1985 werd Berkenwoude samen met de gemeente Ammerstol toegevoegd aan de gemeente Bergambacht.
Tot en met 31 december 2014 was Berkenwoude onderdeel van de gemeente Bergambacht. Op 1 januari 2015 ging de plaats samen met de gemeente op in de gemeente Krimpenerwaard.
In de Tweede Wereldoorlog waren er in de polders rond Berkenwoude veel onderduikers. Het afgelegen gebied werd door de geallieerden gebruikt om per parachute wapens te sturen voor het verzet.

## Cultureel centrum
Het openbare leven vindt vooral plaats in en rond het cultureel centrum De Zwaan. Dit gebouw, waar sedert de jaren 70 van de 20e eeuw ook de gemeenteraad van de toenmalige gemeente Berkenwoude zetelde, heette tot aan de ingrijpende verbouwing en uitbreiding in 2006 nog Cultureel Centrum Berkenwoude. De huidige naam is gekozen op grond van een naamgevingswedstrijd.
Naast het gebouw staat een bronzen zwaan, ter herinnering aan de zelfstandige gemeente Berkenwoude.

## Bezienswaardigheden
De Nederlands Hervormde kerk staat aan de Dorpsstraat. Het is een zaalkerk met een westtoren. Deze toren stamt uit de vroege 16e eeuw; de kerk zelf is gebouwd in 1833 op de plek waar al in de 14e eeuw een kerk stond, die in 1512 ook alweer werd vervangen. Van deze kerk uit 1512 resten slechts muurdelen van het koor, die te vinden zijn in de consistorie. De preekstoel en het doophek dateren uit 1686. De kerkklokken zijn in 1755 gemaakt. Tussen 1972 en 1974 werd de kerk gerestaureerd. De kerk is een rijksmonument.
Het orgel in deze kerk is gemaakt door de firma Van Dam in 1896. Het heeft één manuaal en een aangehangen pedaal. Hoewel het een vrij eenvoudig orgel is, wordt het door de diverse organisten met veel plezier bespeeld vanwege de bijzondere klank.
Naast de hervormde kerk (waarbij de 'bonders' van de overige hervormden gescheiden kerken) heeft Berkenwoude nog een kerk die toebehoort aan de Gereformeerde Gemeenten. In 2021 is het nieuwe kerkgebouw ´de Fontein´ in gebruik genomen aan het Oosteinde te Berkenwoude. Het kerkgebouw is voornamelijk door vrijwilligers tot stand gebracht.
Naast de kerk is er nog een aantal andere historische panden:
- De pastorie achter de kerk (Dorpsstraat).
- Het oude gemeentehuis (Dorpsstraat, thans privéwoning).
- Een statig pand uit 1773 (Dorpsstraat).
- Het voormalig rechthuis (Dorpsstraat, tot 2004 een café, later een instelling voor verstandelijk gehandicapten van de stichting Siloah, nu beschikbaar voor sociale doelstellingen).
- Het schoolhuis uit 1879 (Kerkweg, voormalige ambtswoning van het schoolhoofd, thans privéwoning).
- Een boerderij uit 1667 (Oosteinde; hallenhuisboerderij, privébezit).

Het "Voordorp" is in grote lijnen al zichtbaar in de Atlas van Stolk uit 1726.
De Zuidbroeksemolen staat aan de rand van de polder Zuidbroek. Het is een zogenaamde Amerikaanse windmotor, die gebouwd is in 1922. De molen werd in 1984 aangewezen als beschermd provinciaal monument. Door de storm van januari 2007 werd deze molen zwaar beschadigd. Naderhand is deze molen weer in ere hersteld, zij het zonder functie. 
Ten noordwesten van Berkenwoude zijn twee eendenkooien: Kooilust is een zomerkooi met vier vangpijpen. Nooitgedacht is een winterkooi met vijf vangpijpen. Deze eendenkooi wordt ook wel de Kooi van Verstoep genoemd.

## Scholen
Berkenwoude telt twee basisscholen:
- De Polsstok (openbare school) (naamsbetekenis)
- De Wegwijzer (protestants-christelijke school)

Verder is er een peuterspeelzaal 't Hummeltje.

## Verenigingen
In Berkenwoude zijn diverse verenigingen actief.

### Sportverenigingen
- Volleybalvereniging Berkenwoude
- Voetbalvereniging FC Perkouw
- IJsclub Berkenwoude
- Tennisvereniging Op Dreef
- Zwembad Scharlesooi (tante Dicky)

### Overige verenigingen
- Oranjevereniging Juliana (OVJ) Berkenwoude
- Muziekvereniging Door Hulp Tot Stand Gebracht (D.H.T.S.G)
- EHBO Vereniging Berkenwoude
- Plattelands Jongeren Groep (PJG)
- Vrouwen van Nu Berkenwoude
- Shao lin Kempo Berkenwoude opgericht 2003 onder leiding van Sifu Ron Smitskamp

In Berkenwoude is het secretariaat gevestigd van de Natuur- en Vogelwerkgroep "De Krimpenerwaard". Deze vereniging houdt zich sinds 1979 bezig met de bestudering, bescherming en het beheer van de wilde flora en fauna in de Krimpenerwaard.

## Evenementen
Het Perkouwse Feest is een jaarlijks evenement en vindt plaats op de eerste zaterdag van september en de vrijdag daaraan voorafgaand. Oranjevereniging Juliana (OVJ) viert hiermee de geboortedag van de voormalige koningin Wilhelmina, die op 31 augustus 1880 geboren is. Het feest wordt georganiseerd door de verenigingen van het dorp. Vaste onderdelen zijn het ringsteken met oude tractoren, met bespannen wagens en met paarden, de playbackshow op vrijdagavond, braderie op zaterdagochtend en spelelementen op de zaterdagmiddag.

## Varia
- Berkenwoude wordt door de lokale bevolking Perkouw genoemd. Ook de lokale voetbalvereniging voert deze naam.
- In Berkenwoude startte minister Westerterp op 27 augustus 1977 het eerste buurtbusproject in Nederland, tussen Berkenwoude, Stolwijk en Lekkerkerk[3].